# Українські розподільні мережі
Акціонерне товариство «Українські розподільні мережі» (АТ «УРМ») створено Кабінетом Міністрів України для управління державними обленерго. Товариство перебуває в управлінні Міністерства енергетики.
Виконуючим обов'язки генерального директора АТ «УРМ» є Артем Мартинюк.
АТ «Українські розподільні мережі» набуло права акціонера державних пакетів акцій семи операторів системи розподілу. Йдеться про АТ «Хмельницькобленерго», АТ «Миколаївобленерго», ПАТ «Запоріжжяобленерго», ВАТ «Тернопільобленерго», ПАТ «Черкасиобленерго», АТ «Харківобленерго» та АТ «Сумиобленерго» (25 %).